# Jawhar al-Siqilli
Pour l’article homonyme, voir Jawhar.
Jawhar al-Siqilli (en arabe : جوهر الصقلي, (Jawhar al-Siqillī), soit en français : Jawhar le Sicilien), né en 911, en Sicile, et mort le 28 janvier 992, au Caire, est un général fatimide d'origine sicilienne.
Au service du calife fatimide Al-Muizz li-Dîn Allah, il étend les frontières de l'Empire fatimide, en conquérant l'Égypte. 
Il fonda aussi la ville du Caire (al-Qahirah) et la grande mosquée al-Azhar, qui est la seconde plus vieille université du monde.

## Biographie
On ne connait pas le nom de ses ancêtres à l'exception du nom de son père Abdullah. La raison en est que Jawhar était lié à un groupe de Mawali (non arabes) siciliens qui avaient été portés en esclavage de l'émirat de Sicile à la ville tunisienne de Kairouan, qui à cette époque était la capitale du califat fatimide en Afrique du Nord-Ouest. Ses ancêtres étaient des chrétiens byzantins, et en général pour les non-arabes à cette époque, il n'était pas prévu de tracer leurs origines avec leurs noms non islamiques.
En 953, Jawhar est libéré par l'émir al-Mu'izz, qui cette année succéda à son prédécesseur Al-Mansur, et bientôt il prit de l'importance. Il est nommé  secrétaire d'al-Mu'izz.  Jawhar à la tête de l'armée fatimide composée par les tribus berbères Maghraouas et Kutama prit M'Sila.
Il essaya de pénétrer au Maghreb al-Aqsa (Maroc actuel). Sur son chemin, il rencontre Yala Ibn Mohamed, chef des Banou Ifren, pour négocier. Yala Ibn Mohamed se met au côté des Fatimides. Mais après, Jawhar ordonne à ses soldats de tuer Yala Ibn Mohamed. Les Banou Ifren ripostent contre cette décision. Par la suite, la guerre éclate entre les Banou Ifren et les Fatimides.
Dans l'an 959 il est nommé vizir et commandant en chef de l'armée. La même année, il entreprend, et réussit - grâce à ses troupes berbères - la conquête de nombreux territoires au Maghreb. Il résida là et gouverna le pays pendant des années.
Après une longue convalescence, le mois de février de l'an 969, Jawhar, qui était désormais considéré comme irremplaçable par l'émir al-Mu'izz est chargé de conquérir l'Égypte. Un peu plus tard il prendra la ville d'Alexandrie sans grands problèmes, et il se dirige vers la ville de Fostat qui immédiatement donne sa reddition.
Tout de suite après la victoire, il devient gouverneur d'Égypte et il se distingue en évitant que ses soldats se livrent au pillage et à la prise de butins de guerre, en leur donnant de grandes récompenses et des honneurs. Son gouvernement sera tolérant, bénévole et positif.
Le même jour de la conquête, le 6 juillet 969, Jawhar trace le dessin de la nouvelle ville et procède à la fondation, sur 136 hectares, d'al-Qahirah (la moderne ville du Caire) et à la construction du son château (Qasaral). En 970, il commence la construction de la mosquée (et université théologique) al-Azhar de la nouvelle ville, centre de la propagande chiite sur l'Égypte. Elle fut inaugurée deux ans plus tard. Les contingents de l'armée, d'origine berbère, furent installés par cantonnements, qui devinrent rapidement des quartiers. Jawhar fit aussi construire un palais (le palais de l'Est) pour accueillir le calife. Le 22 juin 972 la mosquée fut consacrée et ouverte au culte et le 10 juin 973, tout était prêt pour accueillir le calife Al-Muizz li-Dîn Allah, qui y transféra sa capitale.
Dans l'année 970 il avait envoyé ses hommes à la conquête de la Syrie, et avec succès. Mais la situation avait changé quand les Qarmates intervinrent au côté des Syriens. En 972 les Syriens et les forces Qarmates attaquèrent l'Égypte, mais Jawhar en prenant le commandement de ses hommes réussit à les vaincre. De cette façon la Syrie fut reprise de manière stable.
Il mourut au Caire le 28 janvier 992 à plus de 80 ans. La tombe qu'on peut voir aujourd'hui dans le côté nord de l'université d'al-Azhar est considérée comme étant la tombe de Jawhar mais cela est controversé. La tombe pourrait appartenir à un esclave turc, un certain Amir Jawhar Qanqabali.

## Référencement